# Henry (Nebraska)
Henry és una població dels Estats Units a l'estat de Nebraska. Segons el cens del 2000 tenia 162 habitants.

## Demografia
Segons el cens del 2000, Henry tenia 162 habitants, 56 habitatges, i 42 famílies. La densitat de població era de 208,5 habitants per km².
Dels 56 habitatges en un 35,7% hi vivien nens de menys de 18 anys, en un 57,1% hi vivien parelles casades, en un 12,5% dones solteres, i en un 25% no eren unitats familiars. En el 19,6% dels habitatges hi vivien persones soles el 12,5% de les quals corresponia a persones de 65 anys o més que vivien soles. El nombre mitjà de persones vivint en cada habitatge era de 2,89 i el nombre mitjà de persones que vivien en cada família era de 3,24.
Per edats la població es repartia de la següent manera: un 28,4% tenia menys de 18 anys, un 9,3% entre 18 i 24, un 25,3% entre 25 i 44, un 23,5% de 45 a 60 i un 13,6% 65 anys o més.
L'edat mediana era de 35 anys. Per cada 100 dones de 18 o més anys hi havia 81,3 homes.
La renda mediana per habitatge era de 36.250 $ i la renda mediana per família de 43.750 $. Els homes tenien una renda mediana de 27.500 $ mentre que les dones 24.375 $. La renda per capita de la població era de 17.348 $. Cap de les famílies i el 6,3% de la població estaven per davall del llindar de pobresa.

## Poblacions més properes
El següent diagrama mostra les poblacions més properes.